# Erin Kellyman
Erin Mae Kellyman (Tamworth, 17 de octubre de 1998) es una actriz británica. Kellyman interpreta a Enfys Nest, líder de los rebeldes "Jinetes de la Nube", en la película Han Solo: una historia de Star Wars, a Éponine Thénardier en la adaptación de 2019 de la BBC de la novela Les Misérables, de Victor Hugo y a Karli Morgenthau, antagonista de la miniserie de Marvel Studios The Falcon and the Winter Soldier (2021).
Originaria de Tamworth, Staffordshire, Kellyman es licenciada del Taller Televisivo de Nottingham.

## Carrera
Kellyman apareció en Criado por lobos, serie escrita por Caitlin Moran y su hermana Caroline Moran para Channel 4. También apareció en la serie de la BBC de 2016 Cooper Vs El Resto, con Tanya Franks y Kerry Godliman, sobre un trío de niños adoptados criados por una pareja de las afueras.
Kellyman interpretó a la saqueadora Enfys Nest en Han Solo: Una historia de Star Wars, en 2018. El papel de Enfys Nest fue declarado como el "anti-héroe que merecemos" y "el nuevo personaje mas importante introducido en la película." Este papel le dio a Kellyman "un reconocimiento global." Para el papel Kellyman tuvo que pasar por tres etapas de audición. Kellyman actuó junto a Alden Ehrenreich durante la tercera audición.
Kellyman también apareció en la adaptación de la BBC de Les Misérables como Éponine, junto a Olivia Colman, Lily Collins, David Oyelowo y Dominic West. Kellyman fue originalmente a la audición para el papel de Colette, pero fue elegida para el rol de Éponine. Kellyman alabó la diversidad en la producción de BBC, y admitió que nunca se consideró capaz de interpretar este papel en una obra de periodo.
Kellyman apareció en la serie de comedia oscura de BBC Two Don't Forget the Driver, protagonizada por Toby Jones.
En 2020, Kellyman interpretó a Maya, una niña que se va a vivir con su tía lejana, en la serie Vida, de la BBC .
Kellyman coprotagoniza en 2021 la serie de acción de Disney+ Falcon y el Soldado de Invierno, en el papel de  Karli Morgenthau, un miembro de un grupo radical llamado los Sin Bandera (Flag-Smashers), junto a Anthony Mackie y Sebastian Stan.

## Filmografía

### Cine
| Año  | Título                              | Papel      | Director      | Notas |
| ---- | ----------------------------------- | ---------- | ------------- | ----- |
| 2018 | Han Solo: una historia de Star Wars | Enfys Nest | Ron Howard    |       |
| 2021 | El caballero verde                  | Winfred    | David Lowery  |       |
| 2024 | Blitz                               | Doris      | Steve McQueen |       |

### Televisión
| Año       | Título                            | Papel            | Notas       |
| --------- | --------------------------------- | ---------------- | ----------- |
| 2015–2016 | Criado por lobos                  | Cathy            | 5 episodios |
| 2017      | Uncle                             | Eleanor          | 1 episodio  |
| 2018–2019 | Les Misérables                    | Éponine          | 3 episodios |
| 2019      | Don't Forget the Driver           | Kayla            | 6 episodios |
| 2020      | Life                              | Maya             | 6 episodios |
| 2021      | The Falcon and the Winter Soldier | Karli Morgenthau | 6 episodios |
| 2022      | Willow                            | Jade             | 8 episodios |